# Förbjudna led
Förbjudna led är sådant släktskap eller svågerlag av sådan närhet, att äktenskap mellan de sålunda besläktade eller besvågrade inte är tillåtet. I nutida svensk lagstiftning finns straffstadgande om incest och äktenskapshinder.

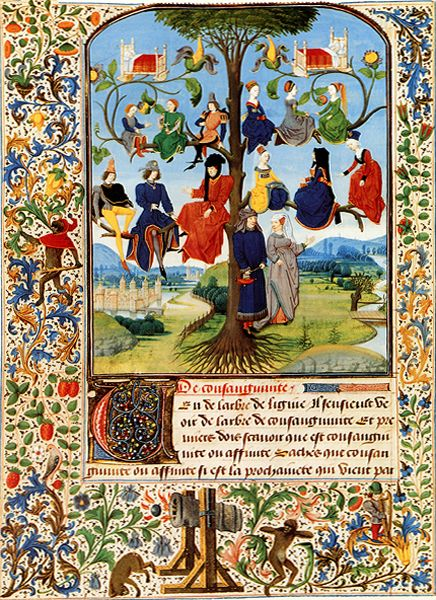
Medeltida illustration av "konsanguinitet", d.v.s. släktskap

## Romersk rätt
Om släktskap såsom äktenskapshinder finns stadgat i 3 Mos. 18:6 ff., vilket lagts till grund för lagstiftningen i detta ämne inom det kristna samhället. Den romersk-katolska kyrkan förklarade äktenskapet vara ett sakrament och fick därigenom äktenskapsmålen dragna under andlig domsrätt samt till följd därav ett bestämmande inflytande på äktenskapslagstiftningen. Den utsträckte de förbjudna släktskapsleden vida utöver den mosaiska begränsningen, i det den förbjöd äktenskap inte bara mellan dem, som var släkt i rätt upp- och nedstigande led, utan också mellan sidosläkta till och med sjätte led. Då kyrkan för ledens beräknande använde den s.k. kanoniska komputationen, som anger släktskapets närhet åt sidan inte genom sammanläggning av alla led mellan var och en av de besläktade och den, från vilken de bägge härstammar, utan efter antalet led endast i den ena linjen från stammen, så fick detta äktenskapshinder en utomordentlig utsträckning. Väl medgav påvarna befrielse eller dispens; men tvånget var dock alltför tryckande, och genom flera kyrkomötens beslut inskränktes de förbjudna ledens antal. 

## Luthersk rätt
Ytterligare lättnad infördes genom reformationen. Äktenskap förbjöds mellan anförvanter i rätt upp- och nedstigande släktskap, mellan syskon och mellan kusiner, men vid övriga fall av sidosläktskap endast när respectus parentelæ ägde rum, d.v.s. när den ena stod närmare den för bägge gemensamma stammen än den andra (till exempel systerdotter och morbroder), i vilket fall dock dispens kunde ges.

## Sverige från medeltid till 1734
I Sverige gällde under medeltiden de katolska bestämmelserna. I 1571 års kyrkoordning förbjöds äktenskap mellan släkt inom femte led, men dispens kunde ges i de led, "som icke voro förbudna i den heliga skrift". Ytterligare inskränktes de förbjudna leden genom 1686 års kyrkolag, och 1734 års lag begränsade förbudet mot äktenskap mellan sidosläkt till syskon, kusiner och de fall, där respectus parentelæ äger rum. Äktenskap mellan kusiner kunde dock kungen tillåta, och 1845 borttogs även det villkorliga förbudet i detta fall. Dansk och norsk rätt medgav äktenskap mellan sidosläkt,
även där respectus parentelæ äger rum; dock erfordras dispens, om det är kvinnan, som står närmare stammen. 

## Svågerlag
Svågerlag har i allmänhet utgjort hinder för äktenskap i samma utsträckning som släktskap. Den romerska kyrkan ansåg, att då man och hustru genom äktenskapet förenades till ett kött, borde samma förbud gälla för äktenskap mellan besvågrade som för giftermål mellan släktingar. Äktenskapshindret blev ännu mer omfattande därigenom, att svågerlag ansågs uppkomma ej blott genom äktenskap, utan också genom sexuellt umgänge, och genom dess tillämpning även på det s.k. andra svågerlaget, vilket ansågs äga rum mellan den ene av två makar samt dem, som var besvågrade med den andre, till exempel mellan en man och hans styvfars änka. 

## Helt och halvt släktskap
I Sverige gällde dessa bestämmelser, till dess 1571 års kyrkoordning även där inskränkte de förbjudna leden och medgav dispens i många fall. 1734 års lag upptog såsom äktenskapshinder rätt upp- och nedstigande svågerlag samt åtskilliga fall av svågerlag åt sidolinjen och i andra grad. Genom kunglig förordning 10 april 1810 gjordes dock förbudet i dessa fall villkorligt, så att kungen kunde medge dispens, och genom kunglig förordning 24 maj 1872 borttogs det helt, så att sedan bara rätt upp- och nedstigande svågerlag utgjorde äktenskapshinder. Dansk och norsk rätt upptog även vissa fall av svågerlag åt sidan såsom äktenskapshinder, ehuru dispensabelt. Vid bestämmande av de förbjudna leden gjordes av svensk rätt ingen skillnad mellan hel och halv släktskap eller mellan blodsband, som uppkommer av äktenskap, och det, som grundas genom sexuellt umgänge. 

## Svensk rätt idag
Idag får äktenskap inte ingås mellan dem som är släkt med varandra i rätt upp- och nedstigande led eller är helsyskon.
Halvsyskon får inte ingå äktenskap med varandra utan tillstånd av länsstyrelsen. Vid tillämpningen av dessa bestämmelser jämställs adoptivförhållande med släktskap. Dock kan länsstyrelsen lämna dispens så att ett adoptivsyskon kan ingå äktenskap med ett annat.